# Stati di immaginazione
Stati di immaginazione è un album in studio del gruppo di rock progressivo italiano Premiata Forneria Marconi, pubblicato nel 2006. È stato distribuito in una doppia edizione contenente un CD e un DVD; quest'ultimo contiene otto corti che, in concerto, vengono presentati al pubblico su grande schermo. Le immagini dei filmati e la musica dell'album sono state concepite come un'opera multimediale, sulla base di un progetto di Iaia De Capitani, manager del gruppo.

## Tracce
1. La terra dell'acqua – 8:17
2. Il mondo in testa – 3:58
3. La conquista – 6:28
4. Il sogno di Leonardo – 6:44
5. Cyber Alpha – 4:28
6. Agua azul – 3:53
7. Nederland 1903 – 3:23
8. Visioni di Archimede – 8:59

Durata totale: 46:10

## Formazione
- Franz Di Cioccio – batteria, percussioni
- Patrick Djivas – basso
- Franco Mussida – chitarra
- Lucio Fabbri – violino, tastiere, chitarra
- Gianluca Tagliavini – tastiere, organo Hammond, sintetizzatore